# NGC 414
NGC 414 is een lensvormig sterrenstelsel in het sterrenbeeld Vissen. Het hemelobject ligt ongeveer 218 miljoen lichtjaar (66,9×106 parsec) van de Aarde verwijderd en werd op 22 oktober 1867 ontdekt door de Zweedse astronoom Herman Schultz.

## Synoniemen
- PGC 4254
- UGC 744
- ZWG 501.123
- 4ZW 39
- KCPG 25A